# Mariene ecoregio Oost-Afrikaanse Koraalkust
De Mariene ecoregio Oost-Afrikaanse Koraalkust (95) (Engels: East African Coral Coast marine ecoregion) is een biogeografische regio en ligt in het westen van de Indische Oceaan in de Mariene provincie Westelijke Indische Oceaan (20) in het Marien rijk Westelijke Indo-Pacific. De mariene ecoregio is vastgesteld door het World Wide Fund for Nature en The Nature Conservancy en is vernoemd naar de lokale koraalkust.
In het noorden grenst het gebied aan de mariene ecoregio Noordelijke Indische moessonstroomkust (94), in het oosten aan de mariene ecoregio Seychellen (96), in het zuidoosten aan de mariene ecoregio Westelijk en Noordelijk Madagaskar (100) en in het zuiden aan de mariene ecoregio Sofalabaai/Moeraskust (101).

## Geografie
De mariene ecoregio ligt in het westen van de Indische Oceaan voor de oostkust van Kenia, Tanzania en Mozambique. Het gebied strekt zich uit van ten oosten van de plaats Kipini tot aan het district Liúpo in Mozambique en omvat onder andere de wateren rond de eilanden Zanzibar, Pemba en Mafia, maar omvat niet de Comoren.
Door het gebied stromen de Oost-Afrikaanse kuststroom en de Somalistroom.

## Biogeografie
Het gebied kent zeeleven dat houdt van tropische temperaturen.